# Podocarpus cunninghamii
Podocarpus cunninghamii är en barrträdart som beskrevs av John William Colenso. Podocarpus cunninghamii ingår i släktet Podocarpus och familjen Podocarpaceae. IUCN kategoriserar arten globalt som livskraftig. Inga underarter finns listade i Catalogue of Life.

## Bildgalleri

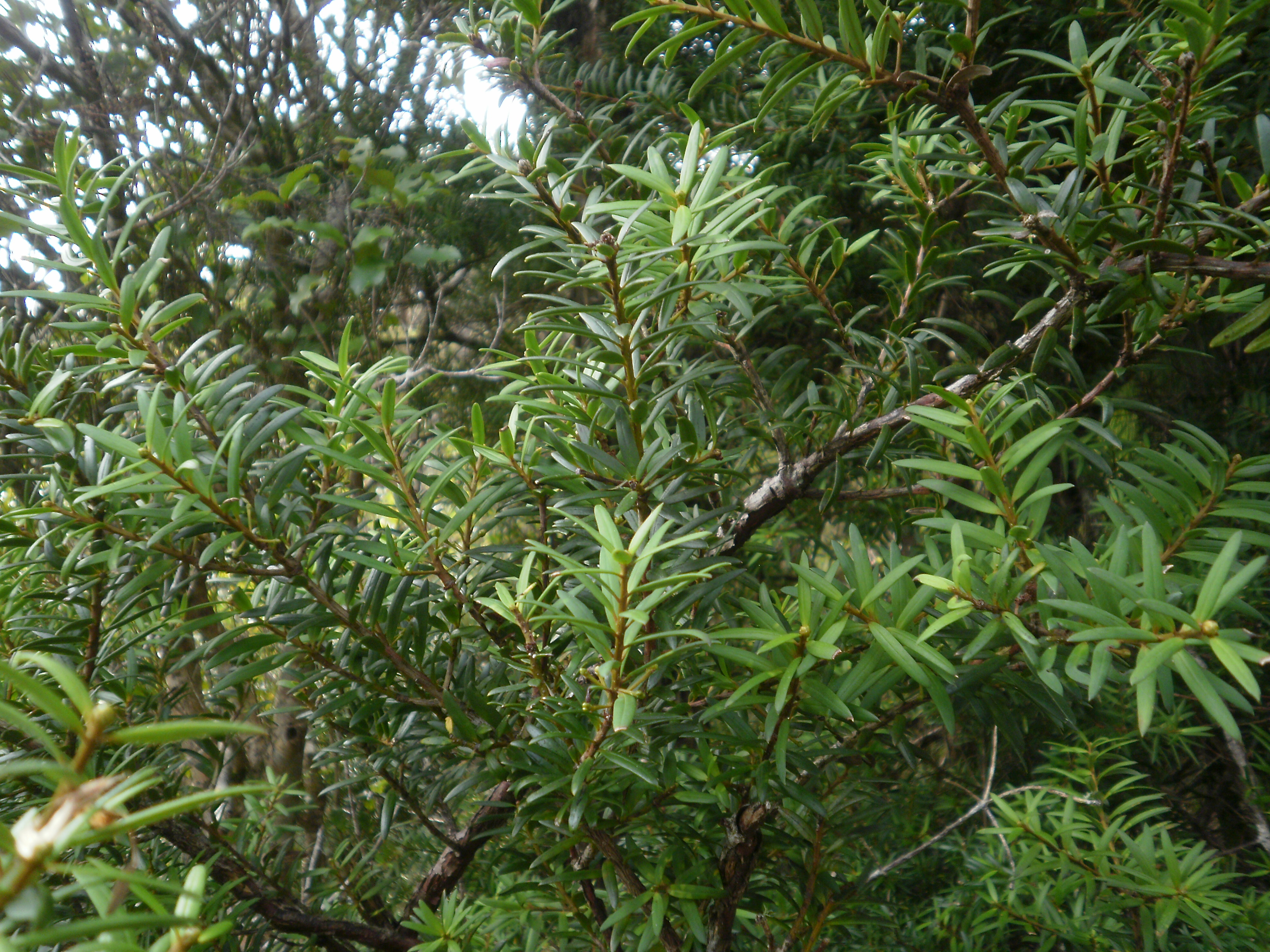
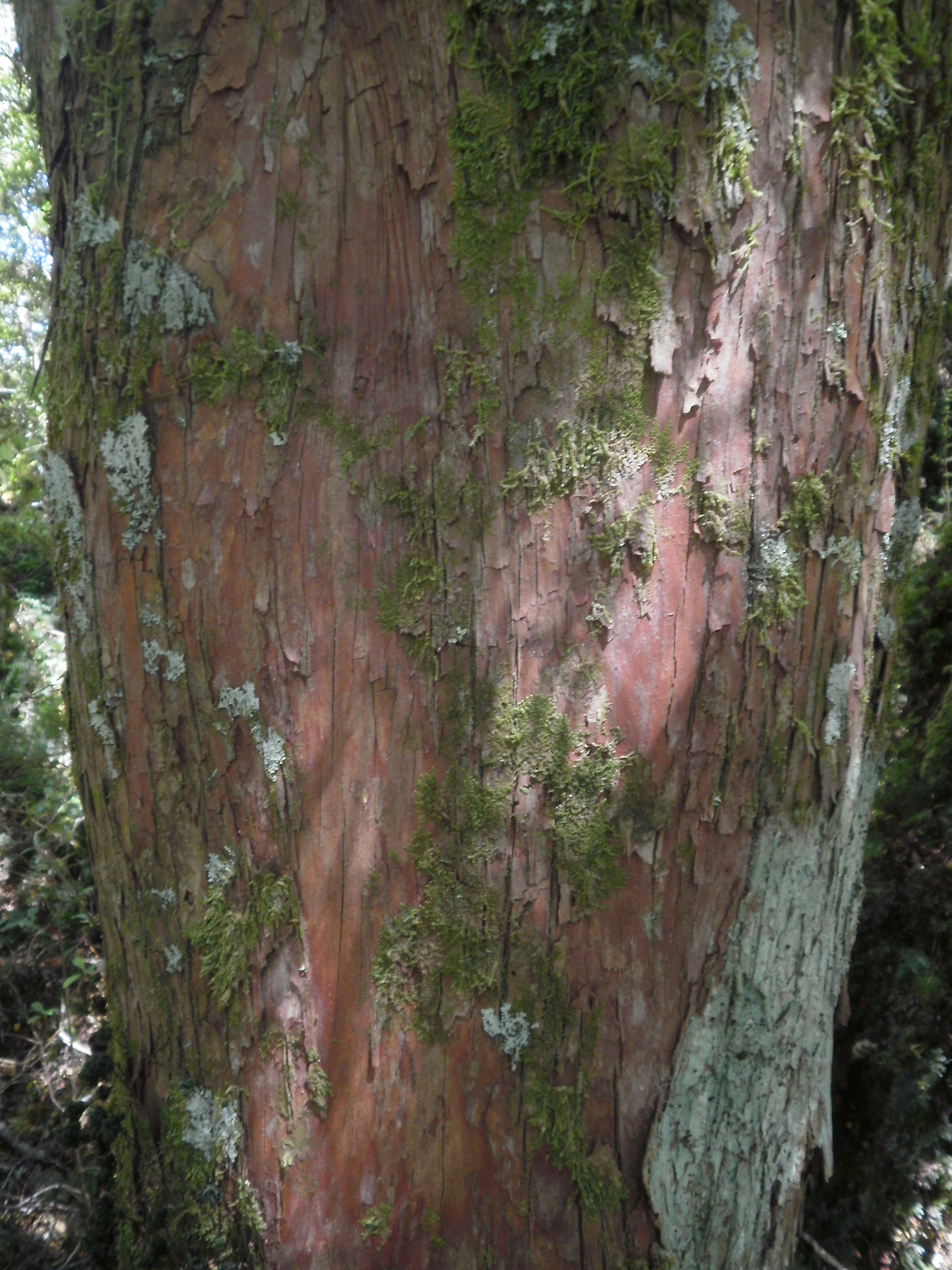